# LTGL
LTGL, kort voor Living The Good Life, is de artiestennaam van de Belgische producer Ashley Morgan. Hij speelt voornamelijk hiphop, drum-'n-bass en trap.
In het muziekseizoen 2015-2016 was hij een van de 'artists in residence' van de Ancienne Belgique.
LTGL trad onder meer op tijdens Couleur Café en Dour Festival.

## Discografie
- 2014 Mountain Peaks And Temple Shields (EP - Tangram records)